# Yasuharu Takanashi
 (septembre 2018).
Si vous disposez d'ouvrages ou d'articles de référence ou si vous connaissez des sites web de qualité traitant du thème abordé ici, merci de compléter l'article en donnant les références utiles à sa vérifiabilité et en les liant à la section « Notes et références ».
 (septembre 2018).
Yasuharu Takanashi (高梨 康治, Takanashi Yasuharu) est un artiste-compositeur japonais né le  13 avril 1964 à Tokyo. Il est surtout reconnu pour ses bandes originales de jeux vidéo des années 1990 et ses musiques d'anime dans les années 2000, notamment celles de Naruto Shippûden et Fairy Tail.

## Biographie
Yasuharu grandit et fait ses études à Tokyo. Il développe une passion pour le heavy metal et la composition. Dans les années 1990 il fait partie de la Team J.D.K. Band, avec laquelle il arrange des OST fortement orientées metal.
Au début des années 2000, il quitte l'univers vidéo ludique pour s'orienter vers l'anime. Son remarquable travail pour La Fille des enfers (Jigoku Shōjo) en 2005-2006, lui vaut d'être choisi par les studios Pierrot pour l'adaptation de la seconde partie du manga Naruto, Naruto Shippûden. C'est avec cette réalisation qu'il se révèle en offrant deux OST riches et variées aux accents parfois mélodramatiques (comme dans le titre Maisou) que black metal (notamment dans Kouen).

## Réalisations
Moins réputé que Toshio Masuda (un autre célèbre compositeur d'anime), Yasuharu a pourtant collaboré à de très nombreux projets tels Ikki Tousen, La Fille des enfers (Jigoku Shōjo), Eyeshield 21,Sailor Moon Crystal, Log Horizon, ou encore Fairy Tail.
Toutefois, il demeure particulièrement reconnu pour sa collaboration avec Masuda sur Naruto ainsi que son travail sur l'adaptation télévisée de Naruto Shippûden dont il signe la bande originale. Sa première collaboration avec les studios Pierrot l'entraîne également à la création les bandes originales des trois premiers films adaptés du manga.

### Discographie
- 1998 : Baseball · Dreammin
- 1998 : Toei V Anime Bad Boys '98
- 2000 : Sleepless in the Rain
- 2002 : Z/ETA Drama CD
- 2002 : Maximum Chase
- 2002 : Naruto (collab avec Toshiro Masuda)
- 2003 : New Fist of The North Star Music Files I
- 2003 : Dinosaur Hunting
- 2003 : Scramble Commander
- 2003 : Super star God Grandseizer
- 2003 : Beyblade G-Revolution
- 2004 : Destiny of Love
- 2004 : Zukkoke Trio Goes Back to the Future
- 2004 : Gensou God Justy Riser
- 2004 : Gantz
- 2005 : La Fille des enfers
- 2005 : Beat Down: Fists of Vengeance
- 2005 : Idaten Jump
- 2005 : Genji: Dawn of the Samurai
- 2006 : The Wallflower
- 2006 : La Fille des enfers : Two Mirrors
- 2006 : Rascal in warm forest
- 2006 : Idaten Jump 2
- 2006 : Genji : Day of Blade
- 2006 : Ayakashi: Japanese Classic Horror
- 2007 : Tori no Uta : Bird's Song
- 2007 : Mononoke
- 2007 : Naruto Shippuden
- 2007 : Ikki Tousen Dragon Destiny
- 2007 : Toward the Terra
- 2007 : Sabake : Usuo Usuo
- 2007 : Pachi-Slot : Sengoku Musou
- 2007 : Scramble Commander :  the 2nd
- 2007 : Naruto Shippuden : Un funeste présage
- 2007 : Kawaii! JeNny
- 2007 : My Bride is a Mermaid
- 2008 : Our Home's Fox Deity
- 2008 : Gegege no kitaro: The Millenium Curse: The Millenium Curse
- 2008 : Neoromance Stage : In the time of being far away, Mai one night
- 2008 : Neromance Stage : In the middle of a distant time, Obtain prevention
- 2008 : Naruto Shippuden : Les Liens
- 2008 : Ikki Tousen Great Guardians
- 2008 : Itazura na Kiss
- 2008 : Hyakko
- 2008 : My Bride is a Mermaid Jin/gi
- 2009 : Mikarun X
- 2009 : Fresh Pretty Cure!
- 2009 : Eiga Precure DX : The Movie
- 2009 : La Fille des enfers : Three vessels
- 2009 : Eiga Precure DX : The Movie
- 2009 : Naruto Shippuden : La Flamme de la volonté
- 2009 : Fairy Tail
- 2009 : Konnichiwa Anne: Before Green Gables
- 2009 : Naruto Shippuden, 2nd Season
- 2010 : Halo Legends
- 2009 : Fresh PreCure the Movie: The Kingdom of Toys has Lots of Secrets!?
- 2010 : Shiki
- 2010 : Ikki Tousen Xtrem Executor
- 2010 : Naruto Shippuden: The Lost Tower
- 2010 : Heartcatch Precure Movie : The city of Flower...Really ?
- 2010 : HeartCatch PreCure!
- 2011 : Naruto Shippuden: Blood Prison
- 2011 : Fate/Prototype
- 2011 : Carnival Fantasm
- 2011 : Beelzebub
- 2011 : Suite PreCure♪
- 2012 : Suite Precure The Movie: Take it back! The Miraculous Melody that Connects Hearts!
- 2012 : Ikki Tousen Shūgaku Tōshi Keppū-roku
- 2012 : Onimusha Soul
- 2012 : Naruto Shippuden: Road to Ninja
- 2012 : Oda Nobuna no Yabō
- 2012 : Mao Yu Demon King : One King, Two Ways
- 2012 : Fairy Tail : La Prêtresse du Phoenix
- 2012 : Smile PreCure ! , le film
- 2012 : Mao Yu Brave Gaiden : The Princess of Flower
- 2013 : Pretty Cure All Stars NewStage2 Friends of the Heart
- 2013 : Smile PreCure!
- 2013 : Mao Yu Demon King : Yuge Gaidai  Dunes National Archery
- 2013 : Fantasista Doll
- 2013 : Fire Leon
- 2013 : The Severing Crime Edge
- 2013 : Mao Yu Demon King : Yuge Gaidai  Dunes National Archery Part 2
- 2013 : Log Horizon
- 2013 : Dust
- 2013 : Blazing Continent Bushiroad
- 2014 : Fairy Tail 14"
- 2014 : Log Horizon 2
- 2014 : Z/X : Ignition
- 2014 : Pretty Cure All Stars DX3: Deliver the Future! The Rainbow-Colored Flower That Connects the World
- 2014 : Gonna be the Twintails !!
- 2014 : Sailor Moon Crystal
- 2014 : Naruto Shippuden le film - The Last
- 2014 : J-Stars Victory VS
- 2015 : The Testament of New Devil
- 2015 : Francesca : Girl be Ambitious
- 2015 : Boruto : Naruto, le film
- 2015 : Ikki Tousen Extravaganza Epoch
- 2015 : Journey to The West : Surprise
- 2015 : Pretty Cure All Stars : Carnival of Spring!
- 2016 : Show by Rock, Second !
- 2016 : The Testament of Sister New Devil : Burst
- 2016 : Sailor Moon Crystal II
- 2016 : Celestial Arculs
- 2016 : Fairy Tail Zero
- 2016 : Naruto Shippuden : Saison 3
- 2016 : Super Lovers
- 2016 : Kaijuu Girls ~Ultra Kaijuu Gijinka Keikaku
- 2016 : All Out!!
- 2017 : Tiger Mask W
- 2017 : ēlDLIVE
- 2017 : Boruto: Naruto Next Generations
- 2017 : Killing Bites
- 2017 : Tsugumomo
- 2017 : Fukigen na Monokean
- 2017 : Genba no Jojo-Gen Bannojo
- 2017 : Fairy Tail : Dragon Cry
- 2017 : Yui's World
- 2017 : Jigoku Shoujo : Yoi no Togi
- 2018 : Calligula
- 2018 : Decisive battle! Heiankyo
- 2018 : Ikki Tousen Western Wolves
- 2018 : Gegegege no Kitaro
- 2018 : Boruto: Naruto Next Generations (Saison 2)
- 2018 : Ultramarine no Magmell
- 2018 : Fairy Tail "18
- 2018 : Zombie Land Saga
- 2019 : Dragon Raja
- 2019 : Boruto: Naruto Next Generations (Saison 3)
- 2019 : Ultraman R/B
- 2019 :Bakugan : Battle Planet
- 2019 : Kengan Ashura
- 2020 : Boruto: Naruto Next Generations (Saison 4)
- 2020 : Tsugu Tsugumomo
- 2020 : Show by Rock!! Mashumairesh!!
- 2020 : Talentless Nana (A Ripper ou Obtenir)
- 2020 : Log Horizon: Destruction of the Round Table
- 2020 : Tsukimichi - Moonlit Fantasy
- 2020 : Sailor Moon Eternal
- 2021 : Fate / Grand Carnival
- 2020 : Boruto: Naruto Next Generations (Saison 5)
- 2021 : Valkyrie Apocalypse
- 2022 : Bastard!!
- 2021 : Taisho Otome Fairy Tale
- 2022 : Tokyo Mew Mew Mew
- 2022 : Shin Ikki Tousen
- 2022 : Shine On Bakumatsu Bad Boys!
- 2022 : Reincarnated as Sword
- 2022 : Boruto : Naruto Next Generations (Saison 6)
- 2023 : Farming Life in Another World
- 2023 : Pretty Guardian Sailor Moon Cosmos The Movie
- 2024 : Fairy Tail: 100 Years Quest
- 2028 : Beelzebub New [2]